# Football Club Avezzano 1979-1980
Questa pagina raccoglie le informazioni riguardanti il Football Club Avezzano nelle competizioni ufficiali della stagione 1979-1980.

Foto di squadra con il presidente Mario Spallone

## Rosa

### Rosa 1979-1980
Rosa dell'Avezzano calcio 1979-1980.
| N. |                   | Ruolo | Calciatore                                |
| -- | ----------------- | ----- | ----------------------------------------- |
|    | Italia (bandiera) | P     | Gregorio Di Piero                         |
|    | Italia (bandiera) | P     | Venanzio Gigli                            |
|    | Italia (bandiera) | D     | Brilli                                    |
|    | Italia (bandiera) | D     | Ersilio Cerone                            |
|    | Italia (bandiera) | D     | Corsi                                     |
|    | Italia (bandiera) | D     | Leonardis                                 |
|    | Italia (bandiera) | D     | Massimo Petrini                           |
|    | Italia (bandiera) | D     | Alessandro Pierleoni                      |
|    | Italia (bandiera) | C     | Ciccone                                   |
|    | Italia (bandiera) | C     | Giuseppe "Sandro" Cimarra detto Sandrocan |

| N. |                   | Ruolo | Calciatore                    |
| -- | ----------------- | ----- | ----------------------------- |
|    | Italia (bandiera) | C     | Concezio De Santis            |
|    | Italia (bandiera) | C     | Salvatore Rivo                |
|    | Italia (bandiera) | C     | Rosario Speranza detto Ciccio |
|    | Italia (bandiera) | C     | Franco Tripodi                |
|    | Italia (bandiera) | C     | Edi Zambon                    |
|    | Italia (bandiera) | A     | Antonio Bonaldi               |
|    | Italia (bandiera) | A     | Roberto Di Nicola             |
|    | Italia (bandiera) | A     | Ioris Gasbarra                |
|    | Italia (bandiera) | A     | Franco Marescalco             |
|    | Italia (bandiera) | A     | Mauro Nardoni                 |
|    | Italia (bandiera) | A     | Venturini                     |

## Risultati

### Serie C2 girone C

#### Girone di andata
| Avezzano 30 settembre 1979 1ª giornata | Avezzano | 2 – 0 | Cassino | Stadio dei Pini |

| Roma 7 ottobre 1979 2ª giornata | ALMAS | 0 – 0 | Avezzano | Stadio S.Anna (Via Demetriade) |

| Avezzano 14 ottobre 1979 3ª giornata | Avezzano | 1 – 0 | Civitavecchia | Stadio dei Pini |

| Latina 21 ottobre 1979 4ª giornata | Latina | 2 – 0 | Avezzano | Stadio comunale |

| Avezzano 28 ottobre 1979 5ª giornata | Avezzano | 2 – 1 | LVPA Frascati | Stadio dei Pini |

| Osimo 4 novembre 1979 6ª giornata | Osimana | 0 – 0 | Avezzano | Stadio Diana |

| Avezzano 11 novembre 1979 7ª giornata | Avezzano | 0 – 0 | L'Aquila | Stadio dei Pini |

| Lanciano 18 novembre 1979 8ª giornata | Lanciano | 1 – 1 | Avezzano | Stadio Guido Biondi |

| Avezzano 25 novembre 1979 9ª giornata | Avezzano | 0 – 0 | Giulianova | Stadio dei Pini |

| Francavilla al Mare 2 dicembre 1979 10ª giornata | Francavilla | 2 – 0 | Avezzano | Stadio Valle Anzuca |

| Avezzano 9 dicembre 1979 11ª giornata | Avezzano | 0 – 0 | Riccione | Stadio dei Pini |

| Roma 16 dicembre 1979 12ª giornata | Banco di Roma | 0 – 1 | Avezzano | C.S. Banco di Roma (Settebagni, via Salaria) |

| Pesaro 30 dicembre 1979 13ª giornata | Vis Pesaro | 0 – 0 | Avezzano | Stadio Tonino Benelli |

| Avezzano 6 gennaio 1980 14ª giornata | Avezzano | 1 – 0 | Civitanovese | Stadio dei Pini |

| Avezzano 13 gennaio 1980 15ª giornata | Avezzano | 4 – 1 | Formia | Stadio dei Pini |

| Palma Campania 20 gennaio 1980 16ª giornata | Palmese | 2 – 2 | Avezzano | Stadio comunale |

| Avezzano 27 gennaio 1980 17ª giornata | Avezzano | 2 – 1 | Casertana | Stadio dei Pini |

#### Girone di ritorno
| Cassino 3 febbraio 1980 18ª giornata | Cassino | 0 – 0 | Avezzano | Stadio Gino Salveti |

| Avezzano 10 febbraio 1980 19ª giornata | Avezzano | 1 – 3 | ALMAS | Stadio dei Pini |

| Civitavecchia 17 febbraio 1980 20ª giornata | Civitavecchia | 0 – 0 | Avezzano | Stadio Giovanni Maria Fattori |

| Avezzano 24 febbraio 1980 21ª giornata | Avezzano | 2 – 1 | Latina | Stadio dei Pini |

| Frascati 2 marzo 1980 22ª giornata | LVPA Frascati | 0 – 1 | Avezzano | Stadio VIII Settembre |

| Avezzano 9 marzo 1980 23ª giornata | Avezzano | 2 – 1 | Osimana | Stadio dei Pini |

| Pescara 16 marzo 1980 24ª giornata | L'Aquila | 0 – 0 | Avezzano | Stadio Adriatico |

| Avezzano 23 marzo 1980 25ª giornata | Avezzano | 1 – 0 | Lanciano | Stadio dei Pini |

| Giulianova 30 marzo 1980 26ª giornata | Giulianova | 2 – 0 | Avezzano | Stadio Rubens Fadini |

| Avezzano 13 aprile 1980 27ª giornata | Avezzano | 0 – 0 | Francavilla | Stadio dei Pini |

| Riccione 20 aprile 1980 28ª giornata | Riccione | 3 – 0 | Avezzano | Stadio Italo Nicoletti |

| Avezzano 27 aprile 1980 29ª giornata | Avezzano | 0 – 2 | Banco di Roma | Stadio dei Pini |

| Avezzano 11 maggio 1980 30ª giornata | Avezzano | 4 – 0 | Vis Pesaro | Stadio dei Pini |

| Civitanova Marche 18 maggio 1980 31ª giornata | Civitanovese | 2 – 1 | Avezzano | Stadio comunale |

| Formia 25 maggio 1980 32ª giornata | Formia | 1 – 1 | Avezzano | Stadio Nicola Perrone |

| Avezzano 1º giugno 1980 33ª giornata | Avezzano | 2 – 0 | Palmese | Stadio dei Pini |

| Caserta 8 giugno 1980 34ª giornata | Casertana | 1 – 0 | Avezzano | Stadio Alberto Pinto |

### Coppa Italia Semiprofessionisti

#### Fase eliminatoria

##### Girone 25
| Avezzano 26 agosto 1979 andata | Avezzano | 1 – 2 | ALMAS | Stadio dei Pini |

| Roma ritorno | ALMAS | 0 – 1 | Avezzano | Stadio S.Anna (Via Demetriade) |

| Latina andata | Latina | 0 – 0 | Avezzano | Stadio comunale |

| Avezzano 23 settembre 1979 ritorno | Avezzano | 1 – 0 | Latina | Stadio dei Pini |

## Statistiche

### Andamento in campionato
| Giornata  | 1 | 2 | 3 | 4 | 5 | 6 | 7 | 8 | 9 | 10 | 11 | 12 | 13 | 14 | 15 | 16 | 17 | 18 | 19 | 20 | 21 | 22 | 23 | 24 | 25 | 26 | 27 | 28 | 29 | 30 | 31 | 32 | 33 | 34 |
| --------- | - | - | - | - | - | - | - | - | - | -- | -- | -- | -- | -- | -- | -- | -- | -- | -- | -- | -- | -- | -- | -- | -- | -- | -- | -- | -- | -- | -- | -- | -- | -- |
| Luogo     | C | T | C | T | C | T | C | T | C | T  | C  | T  | T  | C  | C  | T  | C  | T  | C  | T  | C  | T  | C  | T  | C  | T  | C  | T  | C  | C  | T  | T  | C  | T  |
| Risultato | V | N | V | P | V | N | N | N | N | P  | N  | V  | N  | V  | V  | N  | V  | N  | P  | N  | V  | V  | V  | N  | V  | P  | N  | P  | P  | V  | P  | N  | V  | P  |

Legenda:

Luogo: C = Casa; T = Trasferta. Risultato: V = Vittoria; N = Pareggio; P = Sconfitta.